# Condado de Morgan (Missouri)
O Condado de Morgan é um dos 114 condados do estado americano de Missouri. A sede do condado é Versailles, e sua maior cidade é Versailles. O condado possui uma área de 1 590 km² (dos quais 43 km² estão cobertos por água), uma população de 19 309 habitantes, e uma densidade populacional de 12 hab/km² (segundo o censo nacional de 2000). O condado foi fundado em 1833.